# Francia Kiss Mihály

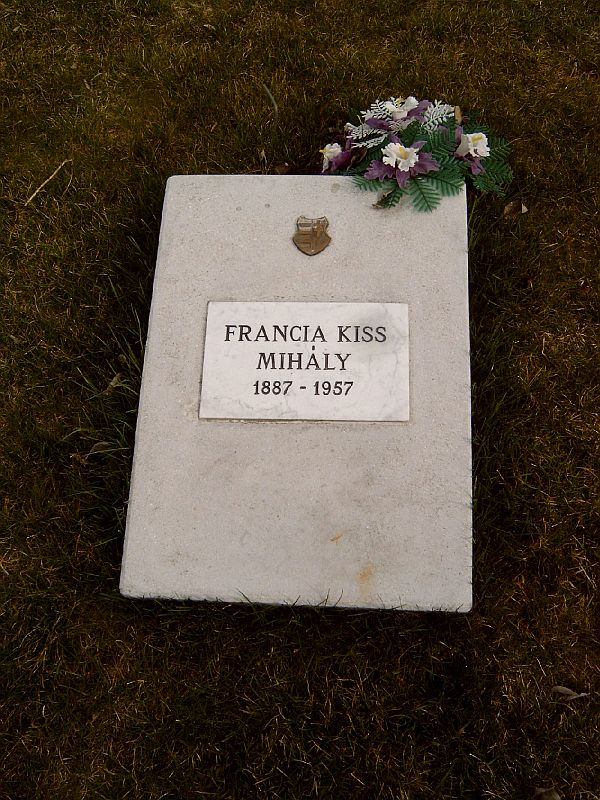
Francia Kiss Mihály sírja Budapesten. Új köztemető: 301.

Francia Kiss Mihály (Kecskemét, 1887. november 22. – Budapest, 1957. augusztus 13.)  magyar katona, a Rongyos Gárda szervező parancsnoka és a magyar gerilla-hadviselés specialistája. A fehér terror alatt elkövetett, gyakran antiszemita inditatású, kínzásairól és kivégzéseiről híres. A második világháborút követően háborús és egyéb bűncselekmények miatt 1948-ban, távollétében halálra ítélték. Az ítéletet hosszú bujdosása miatt, 1957 májusában történt elfogását követően 1957. augusztus 13-án hajtották végre.

## Szülei
A Francia előnevet az ősei a franciák elleni harcokban elért helytállásért kapták. Apja I. Francia Kiss Mihály, aki magas kitüntetéseket kapott a Bosznia annexiója alatt tanúsított hősies helytállásáért, édesanyja Vörösmarty Julianna, a költő rokona. A család 300 éve a kecskeméti földeken gazdálkodott.

## Katonai karrier
1908-tól a 38-as Mollinary-ezredben szolgált, ahol a Szerbia elleni csatákban szerzett hírnevet, majd az orosz fronton is harcolt. Innen az olasz frontra küldték, ahonnan a románok ellen vezényelték. Egészen 1919 áprilisáig harcolt a Székely Hadosztályban, majd katonaként egészen 1924-ig szolgált a Nemzeti Hadseregben, mint felderítő. Az első világháborúban a cs. és kir. 38. gyalogezredben szolgáló 3 fivérét veszítette el.

## Rongyos Gárda
Az 1919-es események idején azzal szerzett hírnevet, hogy egy áprilisi éjszakán beosont az italozó vörösgárdisták közé és onnan megszöktette az édesapját és Héjjas Iván testvérét, Aurélt. Továbbá kimentette a kalocsai érsek két húgát is. 1919 novemberétől a Héjjas-különítmény tagjaként, részt vett a fehérterrorban.
Később a nyugat-magyarországi felkelés idején, 1920. augusztus 5-én lerohanta Fölöstöm katonai raktárát és onnan sok fegyvert zsákmányolt a 120 orgoványi és kecskeméti felkelővel. Több csatát is megnyert katonáival, a legjelentősebb ezek közül az első ágfalvi csata, amelyben Kaszala Károllyal és Maderspach Viktorral együtt volt a magyar csapatok parancsnoka.
A gerillataktika magyar specialistája volt. Az általa vezetett gárdisták egy darab géppuskával rendelkeztek, melynek helyét állandóan változtatva, elhitette a határ túloldalán lévőkkel, hogy a felkelőknek akár több tucat is van. Másik megtévesztő taktikai elem volt még az, hogy tüzeket gyújtatott az osztrák állomáshelyek körül, akik ezután rendre elmenekültek a vélt túlerő miatt.
A Tanácsköztársaság idején a Kecskemét környéki szentkirályi ellenforradalmi „fehérgárda" egyik szervezője (1919. ápr.), összekötő saját ellenforradalmi csoportja és a Szegeden szervezkedő Prónay-különítmény között. A Tanácsköztársaság megdöntése után Héjjas Iván hírhedt terror különítményének tagja. Tevékenysége következtében közel 66 ártatlan embert, köztük több zsidó családot fosztott ki, kínzott és gyilkolt meg. Tetteit a tanúvallomások szerint kifejezetten nagy kegyetlenséggel, szadista módon követte el.
Később feljelentették a Héjjas-különítményben játszott szerepe miatt, valamint Kalmár Vilmos kereskedő meggyilkolásáért. 1921-ben elrendelték egy nyomozást az 1919-ben és 1920-ban a Duna-Tisza közén elkövetett atrocitások ügyében de a vádakat ejtették, Győrfi bíró kimondta, hogy erkölcsileg, katonailag tiszta, majd a bíró lejött a pulpitusról és kezet rázott vele. Az eljárás azért ért véget ilyen gyorsan , mivel az 1921. november 3-án kelt kormányzói amnesztia büntetlenséget adott a „hazafiúi felbuzdulásból” elkövetett törvénysértések tetteseinek.
A Horthy-rendszer alatt a Héjjas vezette magyar fajvédő párt tagja, részt vesz a revizóis hadműveletekben.

## Családja és a két háború közti időszak
Leszerelése után feleségül vette a kecskeméti Zombory Karolint, akitől két leány gyermeke született: Karolina és Erzsébet. 1938-ban Héjjas hívására részt vett a felvidéki és a kárpátaljai gerillaharcokban 26 társával egyetemben, akiket sértetlenül hazavitt. Az erdélyi bevonulás után részt vett a rendfenntartásban, de a háborúban már a kora miatt nem vett részt.

## Bujdosás és a kivégzése
Sok magyar katona a második világháború után külföldre menekült, de Francia Kiss Mihály maradt az orgoványi pusztákon bujdosásban. 1948-ban távollétében Héjjas Ivánnal együtt halálra ítélték, 66 személy 1919-es meggyilkolása vádjával. Az izsáki plébános adott neki új iratokat, innentől Kovács Józsefként élt. Bujdosásában osztozott két lánya is.
1956-ban a forradalom idején önként jelentkezett a rendőrségen, perének újrafelvételét kérve. A forradalom leverése után azonban újra elbujdosott, egy orgoványi, majd később egy izsáki csőszkunyhóban élt, ahol 1957 márciusában egy razzia során elfogták és a korábban hozott ítéletet augusztus 13-án végrehajtották rajta.
Francia Kiss Mihály lánya a rendszerváltást követően felülvizsgálati indítványt nyújtott be azért, hogy vizsgálják felül a háborús és egyéb bűncselekmények miatti halálos ítéletét. Az 1994. november 28-án megtartott nyilvános ülésén az 1957-ben kiszabott halálos ítéletet a bíróság hatályában tartotta.